# Love Will Tear Us Apart
«Love Will Tear Us Apart» — пісня британського пост-панк-гурту, Joy Division, яка була випущена в червні 1980, року, одна із популярних пісень гурту, яка мала успіх. У пісні поєднані елементи, клавішних, у традиціях пост-панку, з елементами нової хвилі.